# Soweto Gospel Choir

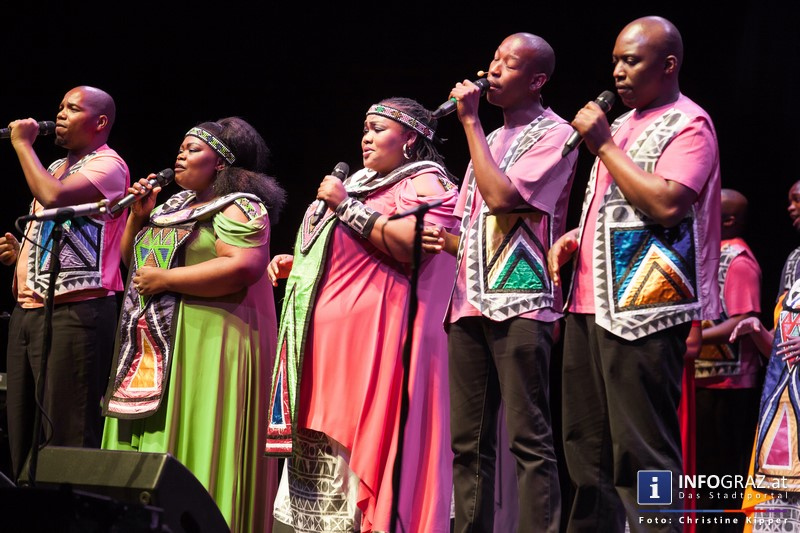

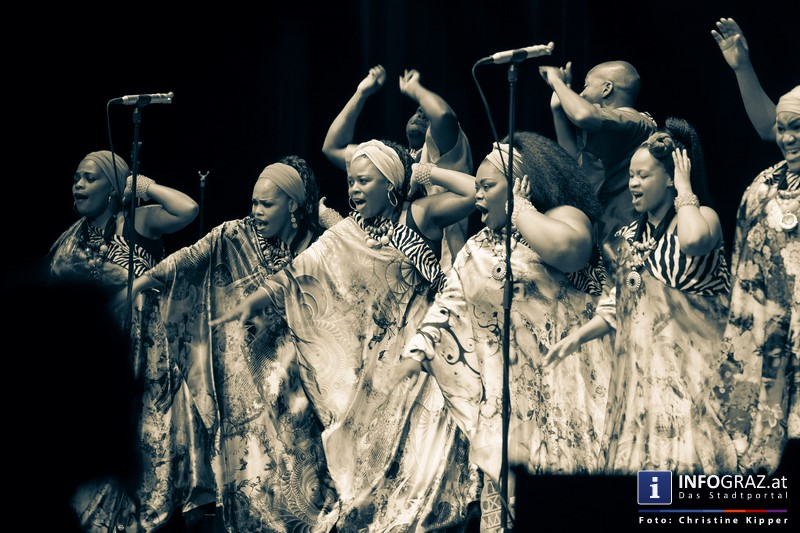

Soweto Gospel Choir is een gospelkoor uit Zuid-Afrika, opgericht in Soweto. De muziek van de groep is een mix van Afrikaanse en Amerikaanse gospel, traditionele hymnes, anti-apartheids- en vrijheidsliederen, reggae en pop. Het koor streeft ernaar om mensen te inspireren met hun muziek en tegelijk de Zuid-Afrikaanse cultuur te promoten.

## Loopbaan
Het Soweto Gospel Choir werd opgericht in 2002. Voor het koor werden dertig zangers geselecteerd uit de kerken en buurten in en rond Soweto. Datzelfde jaar traden ze op tijdens het 46664 Concert voor Nelson Mandela in Kaapstad. In 2005 brachten ze hun debuutalbum Voices from Heaven uit. Dit album bereikte de hoogste positie in de Amerikaanse Billboard World Music Chart. In 2007 werkten ze samen met Robert Plant op het album Goin' Home: A Tribute to Fats Domino. In 2007 traden ze op in Vrije Geluiden. In 2008 werkten ze aan de song Down to earth van Peter Gabriel voor de film WALL·E. Deze song werd bekroond met een Grammy Award en werd genomineerd voor een Oscar. In 2009 traden ze op tijdens de loting voor het WK voetbal in Zuid-Afrika. In 2012 traden ze op in NPR's Tiny Desk.
Het koor werkte samen met onder andere U2, Aretha Franklin, Chance the Rapper, Stevie Wonder, Diana Ross, Johnny Clegg, Ben Harper en Pharrell Williams.

## Ontvangst
Soweto Gospel Choir won de Grammy Award in de categorie Best (Traditional) World Music album in 2006, 2007 en 2018.
Albums van Soweto Gospel Choir werden positief besproken in onder andere de Volkskrant, NRC en AllMusic. De Volkskrant schreef over het album Live at the Nelson Mandela Theatre: "we horen de ene gouden strot na de andere, van leadzangers- en zangeressen die ieder op hun eigen manier voor koude rillingen zorgen. De koorpartijen zijn van een prachtige, natuurlijke dynamiek, ijl en engelachtig of vol stuwende bassen."

## Discografie
- Voices from Heaven (Shanachie, 2005)
- Blessed (Shanachie, 2006)
- African Spirit (Shanachie, 2007)
- Live at the Nelson Mandela Theatre (Shanachie, 2008)
- Grace (Shanachie, 2010)
- Freedom (Shanachie, 2018)
- Hope (Shanachie, 2022)